# 20555 Jennings
20555 Jennings è un asteroide della fascia principale. Scoperto nel 1999, presenta un'orbita caratterizzata da un semiasse maggiore pari a 2,3917254 UA e da un'eccentricità di 0,1169701, inclinata di 8,72956° rispetto all'eclittica.